# Hybe Corporation
Hybe Corporation (кор. 하이브, стилізується як HYBE Corporation, раніше Big Hit Entertainment, кор. 빅 히트 엔터테인먼트) ― південнокорейська компанія звукозапису, розважальна компанія, заснована 1 лютого 2005 року музичним продюсером і колишнім композитором JYP Бан Шіхьоком. Наразі до складу агентства входять такі відомі артисти: Лі Хьон, BTS, TXT, ENHYPEN.

## Історія
Агентство Hybe Corporation було засновано в лютому 2005 року.
У 2007 році дебютувало вокальне тріо 8Eight, яке було розформовано у 2014 році.
У 2010 році Big Hit Entertainment і JYP Entertainment об'єднали сили в створенні чоловічого гурту 2AM. У той же рік Бан Шіхьок затвердив в компанію Кім Намджуна, більш відомого як RM, який і став першим учасником BTS.
У 2012 році компанія підписала контракт з Лім Джон Хі і жіночий ідол-гурт GLAM був створений в колаборації між Source Music і Big Hit Entertainment. Гурт був розформований в 2014 році через скандал з однією з учасниць, яка підозрювалася в шантажі і переслідуванні.
У червні 2013 року дебютував чоловічий хіп-хоп гурт BTS, що складається з 7 учасників: RM, Джін, Шуга, Джей Хоуп, Чімін, Ві, Чонгук.
У 2014 році контракт гурту 2AM закінчився, і три учасники пішли в JYP Entertainment, а Лі Чхан Мін залишився в компанії, щоб продовжити свою кар'єру в дуеті Homme.
У травні 2015 року Лім Джон Хі покинула Big Hit Entertainment після закінчення його контракту з компанією.
У лютому 2018 року дует Homme був розформований після закінчення контракту Лі Чханміна. Він покинув агентство, щоб відкрити свою компанію, а другий учасник дуету, Лі Хьон, продовжив кар'єру як соло-виконавиць. У жовтні того ж року Big Hit Entertainment оголосили, що їх контракт з BTS був продовжений на 7 років.
8 березня 2019 року CJ E & M і Big Hit Entertainment оголосили про глобальне прослуховування і створення чоловічого ідол-гурту, який дебютує у 2020 році.
4 березня 2019 дебютував новий чоловічий гурт TXT, перший з моменту дебюту BTS в 2013 році.
У травні 2020 року Big Hit придбали Pledis Entertainment. Big Hit оголосили, що лейбл збереже свою незалежність, але його виконавці (в тому числі бойз-бенди NU'EST і Seventeen) будуть більш широко просуватися за межами Південної Кореї. У жовтні 2020 Комісія з питань добросовісної торгівлі (далі KFTC) офіційно схвалила придбання компанією Big Hit Entertainment компанії Pledis Entertainment. У листопаді 2020 року Big Hit оголосили про придбання звукозаписної компанії KOZ Entertainment, заснованої репером Зіко. Бан Шіхьок заявив: «Я очікую, що артисти KOZ будуть активно просуватися на світовому ринку через глобальну мережу Big Hit і систему виробництва музики».

## Вартість і інвестиції компанії
У 2007 році Big Hit Entertainment були на межі банкрутства. Завдяки успіху 8Eight і 2AM Пан Сіхьоку вдалося утримати компанію і пізніше була створена сенсаційна група BTS. Численні джерела вважають, що нинішня загальна вартість компанії становить 1 трильйон корейських вон (~ 891,5 мільйона доларів).
Big Hit Entertainment на цей час вважається приватною компанією. Бан Шіхьок досі володіє контрольним пакетом акцій.
Big Hit розпочинати планування публічного розміщення акцій 21 травня 2020 року і подали заявку на попередні консультації з корейською біржою. Це потрібно відповідно до законодавства Республіки Кореї, перш ніж компанія зможе оформити документи для IPO. Через тиждень компанія подала заявку на попередній розгляд свого запланованого IPO. 15 жовтня 2020 року Big Hit була включена в індекс KOSPI і почала торгувати акціями
27 січня 2021 року Big Hit Entertainment і beNX інвестували 70 млрд корейських вон (~ 63 млн доларів США) в YG Plus, медіа та рекламну компанію під керуванням YG Entertainment.

## Підрозділи та дочірні компанії

### Hybe HQ
Hybe HQ повністю належить Hybe Corporation. До складу компанії входять три підрозділи: Hybe Labels, Hybe Solutions та Hybe Platforms. Під кожним підрозділом знаходяться дочірні компанії, що повністю або частково належать його материнській корпорації.

#### Hybe Labels
Цей підрозділ займається продюсуванням музики та розваг. До ребрендингу був відомий під назвою Big Hit Labels. Дочірні компанії підрозділу працюють незалежно від Hybe Corporation, але отримують підтримку для творчої діяльності.
- Big Hit Music
  - BTS
  - Tomorrow X Together
  - Лі Хьон[en]
  - RM
  - Agust D
  - J-Hope
  - Джін
  - Чімін
- Belift Lab (з CJ E&M)
  - Enhypen
  - ILLIT
- Source Music[14][15]
  - Le Sserafim
- ADOR
  - NewJeans
- Pledis Entertainment[16][17]
  - Seventeen
    - BSS

  - Baekho
  - Minhyun
  - Bumzu
  - Nana
  - Єхана
  - Sungyeon
  - Fromis 9
  - TWS
- KOZ Entertainment[18]
  - Zico
  - Dvwn
  - BoyNextDoor[19]

#### HYBE Solutions
Підрозділ «рішень» був створений для створення відеоконтенту, ІВ, навчання та ігор. Вторинний і третинний бізнеси створюються на основі творчих результатів кожного лейбла. У травні 2021 компанія Hybe Edu уклали угоду з Korean Language Education Foundation (IKLEF) для розробки підручників з корейської мови для поширення закордоном. Підручники розраховані на учнів молодшої та середньої школи. Планується також створювати інший різноманітний контент на основі інтелектуальної власності BTS як відповідь на зростаючий попит вивчення корейської мови в інших країнах 2 липня 2021 було оголошено про те, що дочірні компанії Hybe Solutions Hybe 360 та Hybe IP було розпущено та об’єднано з Hybe Corporation.
- Hybe Edu[a]
- Superb

#### HYBE Platforms
Це технологічний підрозділ. Він керує соціальною мережею та розважальною платформою Weverse, яка слугує хабом для об'єднання та розширення контенту та сервісів від всіх дочірніх компаній Hybe. У травні 2021 компанія Weverse інвестувала в американський стартап Fave, платформу F2F для фандомів. Це була частина їхнього плану з зміцнення бізнес-перспектив у тому регіоні.
- Weverse Company[b]
  - Weverse
  - Weverse Shop
  - V Live (до його деактивації у грудні 2022)

### Hybe America
До ребрендингу ця дочірня компанія була відома як Big Hit America.
- Hybe UMG
  - Katseye
- Ithaca Holdings
  - Atlas Music Publishing
  - Big Machine Label Group
    - BMLG Records
    - Big Machine Records
    - The Valory Music Co.

  - Mythos Studios
  - Raised in Space
  - SB Projects
    - SB Consulting
    - SB Management
    - SB Ventures
    - Schoolboy Entertainment
      - Schoolboy Records (with Universal Music Group)

    - Sheba Publishing
    - Silent Labs
- QC Media Holdings
  - Quality Control Music
  - Solid Foundation Management
  - Quality Films
  - QC Sports

### Hybe Japan
Після реструктуризації Hybe у липні 2021, їхні японські дочірні компанії Hybe Solutions Japan та Hybe T&D Japan, були інтегровані у Hybe Japan. Японська філія працює як незалежна організація під керівництвом генерального директора та колишнього генерального директора Hybe Solutions Japan Хан Хьон Рока. Він контролює музичне виробництво, музичне видання, управління музичними авторськими правами, управління артистами, а також пошук та розвиток талантів, а також полегшує вихід інших артистів Hybe на японський ринок. Перший чоловічий бой-бенд від Hybe Labels Japan, &Team, дебютував у грудні 2022. У співпраці з Хірумі Тосакою з J Soul Brothers було створено дівочий гурт Moonchild, який дебютував у травні 2023.

#### Лейбли
- Hybe Labels Japan
  - &Team
  - Moonchild (з LDH Japan)
- Naeco[31]
  - Yurina Hirate

## Колишні артисти
- K.Will (2006—2007)
- 2AM (2010—2014, спільне управління з JYP Entertainment)
- 8Eight (2007—2014, Спільно з Source Music)
- GLAM (2012—2015, Спільно з Source Music)
- Лім Чонхі (2012—2015)
- Homme (2010—2018)
- Чи Чанмін (2010—2018)

## Концерти
| Дата              | Назва                                         | Місце проведення                                     | Прим.         |
| ----------------- | --------------------------------------------- | ---------------------------------------------------- | ------------- |
| 31 грудня 2020    | 2021 New Year's Eve Live presented by Weverse | Weverse (онлайн)                                     | [ 32 ]        |
| 31 грудня 2021    | 2022 Weverse Con [New Era]                    | KINTEX Hall (живий) Weverse (онлайн через VenewLive) | [ 33 ] [ 34 ] |
| 10–11 червня 2023 | 2023 Weverse Con Festival                     | KSPO Dome та 88 Lawn Field (живий)                   | [ 33 ] [ 34 ] |

## Нотатки
1. ↑  раніше beORIGIN Co., Ltd.
2. ↑  раніше beNX Co., Ltd.
3. ↑  колишня TNDJ